# American Academy of Arts and Letters
De American Academy of Arts and Letters (Engels voor 'Amerikaanse academie van kunsten en letteren') is een Amerikaanse nationale academie voor de kunsten. 250 personen met verdiensten in de wereld van literatuur, muziek en kunst zetelen levenslang in de academie, met het doel de kunsten te stimuleren en ondersteunen. De academie rijkt ook een groot aantal prijzen uit, waaronder de American Academy of Arts and Letters Gold Medals. Ze heeft haar hoofdzetel in het Audubon Terrace-complex in Manhattan (New York).

## Geschiedenis
De academie, oorspronkelijk het National Institute of Arts and Letters, werd in 1898 opgericht in de schoot van de American Social Science Association. Oorspronkelijk werd het lidmaatschap - een teken van eer en verdienste in de kunst en literatuur - beperkt tot 150. Bovendien konden 30 van de 150 leden uitgekozen worden om in de American Academy of Arts and Letters te zetelen, een nog prestigieuzere kern, opgericht in 1904. In 1907 breidden beide instellingen hun lidmaatschappen uit tot 250 en 50 respectievelijk. In 1913 en 1916 gaf het Congres het instituut en de academie respectievelijk een federaal charter - een symbolische erkenning.
De academie was gemodelleerd naar de Académie française. De zeven eerste leden waren William Dean Howells, Augustus Saint-Gaudens, Edmund Clarence Stedman, John La Farge, Mark Twain, John Hay en Edward MacDowell.
In 1976 fuseerden de twee instellingen tot een organisatie met één raad van bestuur en begroting. Van 1976 tot 1993 heette deze organisatie de American Academy and Institute of Arts and Letters. Die naam werd in 1993 verkort tot American Academy of Arts and Letters. Het systeem van twee soorten lidmaatschap werd ook pas in 1993 afgeschaft; tegenwoordig bestaat er één lidmaatschapsformule, voorbehouden voor 250 mensen.